# Lijst van rijksmonumenten in Blijham
De plaats Blijham telt 11 inschrijvingen in het rijksmonumentenregister. Hieronder een overzicht. 
| Object                                                                                          | Oorspronkelijke functie? | Bouwjaar                      | Architect         | Locatie          | Coördinaten?                | Nr.?   | Afbeelding        |
| ----------------------------------------------------------------------------------------------- | ------------------------ | ----------------------------- | ----------------- | ---------------- | --------------------------- | ------ | ----------------- |
| Boerderij van het Oldambtster type met omlijste ingang opzij en twee rijen zaadzoldervensters   | Boerderij                |                               |                   | Oosteinde 13     | 53° 6' 45" NB, 7° 4' 54" OL | 8911   | Meer afbeeldingen |
| Hervormde kerk en toren                                                                         | Kerk en kerkonderdeel    | 1783 1872 (toren)             | J. Timmer         | Oosteinde 29     | 53° 6' 39" NB, 7° 5' 11" OL | 8912   | Meer afbeeldingen |
| Leeuwenhorst                                                                                    | Boerderij                | 1900                          |                   | Oosteinde 44     | 53° 6' 40" NB, 7° 5' 30" OL | 520894 | Meer afbeeldingen |
| Leeuwenhorst, stookhut                                                                          | Boerderij                | ca. 1900                      |                   | bij Oosteinde 44 | 53° 6' 40" NB, 7° 5' 30" OL | 520895 | Meer afbeeldingen |
| Leeuwenhorst, tuin                                                                              | Tuin, park en plantsoen  | ca. 1900                      | mog. J. Vroom sr. | bij Oosteinde 44 | 53° 6' 39" NB, 7° 5' 29" OL | 520896 | Meer afbeeldingen |
| De Boschplaatse, villa                                                                          | Boerderij                | 1887                          |                   | Oosteinde 46     | 53° 6' 36" NB, 7° 5' 31" OL | 520898 | Meer afbeeldingen |
| De Boschplaatse, tuinhuis                                                                       | Tuin, park en plantsoen  | ca. 1890                      |                   | bij Oosteinde 46 | 53° 6' 37" NB, 7° 5' 32" OL | 520899 | Meer afbeeldingen |
| De Boschplaatse, arbeiderswoning                                                                | Bedrijfs-,fabriekswoning | ca. 1920                      |                   | Oosteinde 48     | 53° 6' 38" NB, 7° 5' 36" OL | 520900 | Meer afbeeldingen |
| De Boschplaatse, tuin                                                                           | Tuin, park en plantsoen  | ca. 1890                      |                   | bij Oosteinde 46 | 53° 6' 37" NB, 7° 5' 32" OL | 520901 | Meer afbeeldingen |
| Dwarshuisboerderij met voorhuis in eclectische stijl met neoclassicistische elementen en schuur | Boerderij                | 1894 (voorhuis) 1931 (schuur) |                   | Oosteinde 42     | 53° 6' 42" NB, 7° 5' 26" OL | 520915 | Meer afbeeldingen |
| Dwarshuisboerderij, bijschuur                                                                   | Boerderij                | ca. 1890                      |                   | bij Oosteinde 42 | 53° 6' 42" NB, 7° 5' 26" OL | 520916 | Meer afbeeldingen |